# 고트프리트 켈러

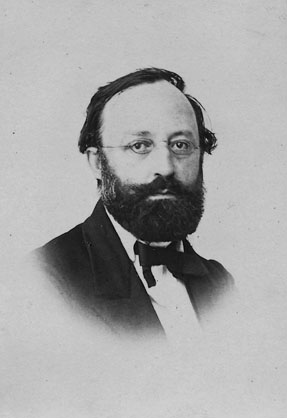
고트프리트 켈러

고트프리트 켈러(Gottfried Keller, 1819년~1890년)는 스위스의 소설가이다. 시적 사실주의의 대표적 존재로서 '스위스의 괴테'라고 일컬어진다.

## 일대기
프랑스 혁명 이래의 자유주의 사상을 가진 '목공'을 아버지로 하여 취리히에서 태어났다. 요절한 부친의 유지를 이어 공업학교에 입학하였으나 교사 배척사건에 연루되어 퇴학(1834) 당한다. 보수적인 농민에 대항하여 자유주의적 목사 다비드 슈트라우스의 취리히 초빙(1839)에 찬성하는 등 자유주의적인 분위기 속에서 성장하였다. 선천적인 자연애(自然愛)와 화재(畵才)를 지녀 풍경화가를 지망하고 뮌헨으로 나아갔다(1840년). 이곳에서의 생활은 고통스러운 것이어서 2년이 채 못 되어 귀향, 정치시를 신문·잡지 등에 발표하며 지방의 보수파에 대항했다. 그즈음 문학에 관심을 쏟게 되어 1847년 스위스가 시민혁명에 성공하자 주정부(州政府)의 장학금을 얻어서 하이델베르크로 가서(1848-1850년), 포이어바흐의 <종교의 본질에 관한 강연>에 큰 감명을 받았다. 신(神)을 인간의 힘과 의욕의 결집(結集)이라고 보는 현세적 인간주의로서 문학활동을 시작하였다.
<녹색(綠色)의 하인리히>(초판)에 착수하면서 베를린으로 나가 극작가가 되기를 지망하나 실패하여 다시 귀향했다. 그 후 앞서의 초판본(初版本)(1855)과 <젤트빌라의 사람들> 제1부(1856) 등의 두 작품을 남기고 작가활동을 중단한 후 주정부(州政府)의 서기관이 되었다. 재차 창작활동을 시작한 것은 퇴관(1876)을 전후한 50세를 넘어서부터로 젊었을 때의 사상태도에 입각하여 시민사회에의 참여, 시민적 윤리의 확립을 항상 문제로 삼았다. 그러나 그의 묘사만은 현실을 냉혹하게 폭로하는 것이 아니고 오히려 인간성이 풍부하며 재미있고, 예리한 점은 있으나 따뜻함을 느끼게 하는 것이었다. 장편에는 <녹색의 하인리히>외에 미완성의 사회소설 <마르틴 살란더>(1886)가 있으며 가까운 장래의 사회개혁과 인간혁명의 가능성을 묘사하고 있다. 수많은 단편이 <일곱 개의 전설>(1872), <젤트빌라의 사람들>(제1부 1856, 제2부 1874) 등에 수록되어 있다. 그 중에서도 <젤트빌라>는 지극히 스위스적인 가공의 소읍(小邑) 풍속을 풍자와 유머로 묘사하여 인생의 진정한 의의를 구하고 있다.

## 같이 보기
- 서정시